# Joe Gebbia
Joseph Gebbia Jr. (Atlanta, 21 de agosto de 1981) es un empresario y diseñador multimillonario estadounidense. Es cofundador y director de producto (CPO) de la plataforma Airbnb. En 2009, Gebbia fue incluido en el Top 20 de los mejores jóvenes emprendedores tecnológicos de BusinessWeek. En 2010, fue nombrado en Inc. Magazine's Thirty under Thirty, y 2013, fue nombrado en Fortune Magazine's Forty-under-Forty.

## Primeros años
Joe Gebbia nació el 21 de agosto de 1981 en Atlanta, Georgia siendo hijo de Eileen y Joe Gebbia. Tiene una hermana llamada Kimberly. Asistió a Brookwood High School en Snellville, Georgia. Se graduó en 2005 de la Escuela de Diseño de Rhode Island (RISD) en Providence, Rhode Island donde recibió una licenciatura en Bellas Artes en Diseño Gráfico y Diseño Industrial. Fue en RISD donde conoció a Brian Chesky, quien más tarde se convertiría en su compañero de cuarto y cofundador de Airbnb. Mientras estudiaba en el noreste, Gebbia complementó sus actividades creativas y sus estudios en RISD con cursos de negocios en la Universidad de Brown y el Instituto de Tecnología de Massachusetts (MIT).

## Carrera profesional
Después de graduarse de RISD, se mudó a San Francisco. Gebbia consiguió un trabajo en Chronicle Books en San Francisco, mientras Chesky se mudó a Los Ángeles. Gebbia convenció a su amigo Brian Chesky de que se mudara a San Francisco en 2007 para comenzar un negocio juntos. Cuando ambos dejaron sus trabajos, el propietario les subió el alquiler y, por lo tanto, necesitaban dinero. Sabiendo que la conferencia de la Industrial Design Society of America iba a llegar a San Francisco y muchos hoteles estaban reservados, Gebbia creía que podían alquilar colchones de aire en su apartamento para los asistentes a la conferencia. Comercializaron esta idea creando un sitio web llamado "AirBed & Breakfast". Esta fue la base de Airbnb. Otro de los compañeros de habitación de Gebbia, el arquitecto técnico y graduado de Harvard Nathan Blecharczyk, se convirtió en el tercer cofundador en febrero de 2008.
Después de no conseguir los fondos para la nueva empresa, el equipo diseñó cajas de cereales, "Obama O's" y "Cap'n McCains", basadas en los candidatos presidenciales de 2008, Barack Obama y John McCain, y las vendió en las convenciones. Cuando Gebbia compartió su trabajo con Paul Graham, fundador de Y Combinator, quedó impresionado con la tenacidad involucrada en el esfuerzo, y como resultado los admitió en el programa. Les dio su primera ronda de financiación inicial en 2009.
En mayo de 2017, Gebbia lanzó un negocio de mobiliario de oficina modular llamado Neighborhood. Los muebles fueron creados para Bernhardt Design, una empresa de muebles que ha trabajado con diseñadores emergentes.
Actualmente ocupa puestos de consejo y asesor como miembro del consejo de administración de Airbnb, miembro del consejo de administración de la Escuela de Diseño de Rhode Island, e inversor en Nebia.

### Filantropía
Gebbia es miembro de la Junta Directiva de su alma mater, la Escuela de Diseño de Rhode Island (RISD). En 2014, donó US$ 300,000 a RISD para establecer una beca temporal de US$ 50,000 y un fondo dotado. El 1 de junio de 2016, Gebbia se unió a Warren Buffett y Bill Gates en 'The Giving Pledge', un grupo selecto de multimillonarios que se han comprometido a donar la mayor parte de su riqueza.

## Vida personal
Gebbia reside en San Francisco, California.